# Cormoran de Magellan
Leucocarbo magellanicus
Espèce
Synonymes
- Phalacrocorax magellanicus

Statut de conservation UICN

 LC  : Préoccupation mineure
Le Cormoran de Magellan (Leucocarbo magellanicus, anciennement Phalacrocorax magellanicus) est une espèce d'oiseau appartenant à la famille des Phalacrocoracidae.

## Répartition
Cet oiseau réside le long des côtes méridionales de la Patagonie et autour des Malouines. Son aire d'hivrenage s'étend de manière éparse sur la côte ouest et jusqu'en Uruguay sur la côte est.